# Geoffroi de Charny
Ne doit pas être confondu avec Geoffroy de Charnay.
Geoffroi de Charny, né vers 1300-1306 et tué à la bataille de Poitiers le 19 septembre 1356, seigneur de Lirey, de Savoisy et de Montfort, est un chevalier français de la première moitié du XIVe siècle, auteur de trois ouvrages portant sur la chevalerie.
Porte-oriflamme et conseiller des rois de France Philippe VI et Jean II, il est considéré par ses contemporains comme l'un des meilleurs chevaliers de son temps.
Il fait référence comme « théoricien » de la chevalerie par les œuvres qu'il a écrites.

## Résumé biographique
Geoffroi de Charny est le fils puîné de Jean, seigneur de Charny et de Marguerite de Joinville, une fille de Jean de Joinville, le célèbre biographe de Saint Louis.
Bien que la date de naissance de Geoffroi de Charny soit inconnue, le début de sa « vie active » en 1336-1337, joint au fait que sa mère était déjà morte en 1306, incitent à placer sa venue au monde au début des années 1300,.
En 1342, il est fait prisonnier à la bataille de Morlaix, où il commandait un corps de l'armée venu combattre les Anglais pendant la guerre de Succession de Bretagne. Il fait le vœu de fonder une chapellenie à Lirey après sa libération qui a lieu en 1343 après le paiement de sa rançon par Jean de Valois, duc de Normandie. Il est fait de nouveau prisonnier le 31 décembre 1349. Il a fondé le chapitre de la collégiale de Lirey en 1353.
Son fils Geoffroy II de Charny (mort en 1398), chambellan des ducs de Bourgogne, participe en 1390 à la croisade de Barbarie dirigée par Louis II de Bourbon qui assiège en vain Mahdia, en 1391 à la croisade de Prusse et en 1396 à la croisade de Nicopolis dans l'ost de Jean de Bourgogne, comte de Nevers.

## «Le plus preudomme et le plus vaillant de tous les autres»
Ayant fait du principe "qui plus fait, mieulx vaut" sa devise, Geoffroi de Charny a été considéré par ses contemporains comme l'un des meilleurs chevaliers de son temps.
Les auteurs des Grandes Chroniques de France le présentent comme un « chevalier de Bourgoigne, hardis et chevalereus » ou un « chevalier bourguignon, preudomme et en armes expert, et en plusseurs fais approuvé ». Pour le chroniqueur liégeois Jean le Bel, il est un « vaillant et prœu chevalier ». Jean Froissart multiplie quant à lui les termes flatteurs et les superlatifs à son endroit : « un moult vaillans chevaliers françois, liquels se nommoit messires Joffrois de Cargni », « cil vaillans chevaliers messires Joffrois de Chargni », le « bon Joffroi de jadis », « le plus preudomme et le plus vaillant de tous les autres ».
Un autre contemporain, lui-même chevalier, Geoffroi de La Tour Landry, place Charny aux côtés de Boucicaut et Jean de Saintré parmi les chevaliers les plus renommés de son temps dans son Livre pour l'enseignement de ses filles, rédigé entre 1371 et 1373. Multipliant les exempla et les modèles pour l'édification morale de ses filles, il met en scène « deux bons chevalliers de cellui temps ... et estoient frères et bons chevaliers d’armes, qui lors couroient es voiages, es tournoiz et aux autres lieux là où ilz povoient trouver honneur. Ilz estoient renommés et honnourés comme Charny, Bouciquaut ou Saintré, et pour ce avoient leur parler sur touz, et convenoit que ils feussent escoutés comme chevaliers auctorisez ».
Pour le chroniqueur tournaisien Gilles Le Muisit, Charny est un « chevalier courageux et expert en armes et maintes fois fameux au-delà et en deçà des mers, il fut en de nombreuses guerres et de nombreux conflits mortels, se comportant en tous comme un homme preux et nobles ».
Cette opinion favorable était aussi partagée par ses ennemis. Même le chroniqueur anglais Geoffrey le Baker, pourtant reconnu pour son hostilité envers les Français, ne tarit pas d’éloges à son sujet en le présentant comme « un chevalier plus exercé dans les affaires militaires que tout autre Français, en sorte que sa renommée était étendue, et qui, en raison de sa longue pratique des armes et de son tempérament dynamique et sagace, fut jusqu'à sa mort ... le principal conseiller des jeunes chevaliers français ».

## Œuvres
Le spécialiste de l'éthique militaire David Whetham estime qu'une partie de la « colossale réputation » acquise par Charny aux yeux de ses pairs et de ses contemporains devait être due aux livres qu'il avait écrits et qui traitaient de divers aspects relatifs à la chevalerie, la guerre, les joutes et les tournois. On lui connaît trois ouvrages : le Livre de chevalerie en prose, le Livre Charny en vers et les Demandes pour la joute, les tournois et la guerre.

### Livre de chevalerie(en prose)
L'ouvrage le plus fameux de Geoffroi de Charny est son Livre de chevalerie (en), écrit vers 1350, qui constitue, avec le Livre de l'Ordre de Chevalerie (écrit entre 1279 et 1283) de Raymond Lulle et les œuvres de Chrétien de Troyes, l'une des meilleures sources pour comprendre comment les chevaliers se percevaient et accordaient la priorité aux valeurs chevaleresques.
Si le Livre de chevalerie est aujourd'hui l'ouvrage le plus célèbre de Charny, il n'en était pas de même au Moyen Âge, où il semble avoir été le moins diffusé parmi les œuvres de l'auteur, contenu dans seulement deux manuscrits qui nous sont parvenus.

### Livre Charny
Le Livre Charny, aussi connu sous les noms de Livre messire Geoffroi de Charny ou Livre de chevalerie en vers, est la seule composition en vers de Charny.
La datation de l’œuvre est incertaine. Selon Richard Kaeuper, la description des périls de la croisade contenue dans cette œuvre suggérerait une date de rédaction postérieure au retour de son auteur en France en 1346 après sa participation à la croisade du dauphin Humbert de Viennois en 1345-1346. La notice de l’œuvre sur la base Jonas de l'Institut de recherche et d'histoire des textes propose une datation entre 1352 (création de l'ordre de l'Etoile) et 1356 (mort de Geoffroi de Charny).
Cette œuvre de 1 800 vers décrit la vie d'un chevalier et énumère les qualités qu'un bon chevalier doit posséder.
Le Livre Charny semble avoir été l’œuvre la plus diffusée de Geoffroi de Charny au cours de la période médiévale : le texte est conservé dans huit manuscrits,.

### Demandes pour la joute, les tournois et la guerre
Charny est également l'auteur de Demandes pour la joute, les tournois et la guerre, écrites vers 1352 pour les chevaliers de l'ordre de l'Étoile, nouvellement fondé par Jean II le Bon, roi de France. Comme le titre l'indique, il s'agit d'une série de questions portant sur des points épineux concernant ces trois occupations favorites des chevaliers. Bien que les réponses n'accompagnent pas le texte, la manière dont les questions sont formulées a permis aux chercheurs de dégager certaines conclusions à propos de la conception de la chevalerie et de la guerre chez Charny.
Philippe Contamine considère les Demandes comme le plus précieux des trois ouvrages de Charny parce qu'il n'existe aucun autre texte auquel il puisse être comparé.

### Diffusion de l’œuvre

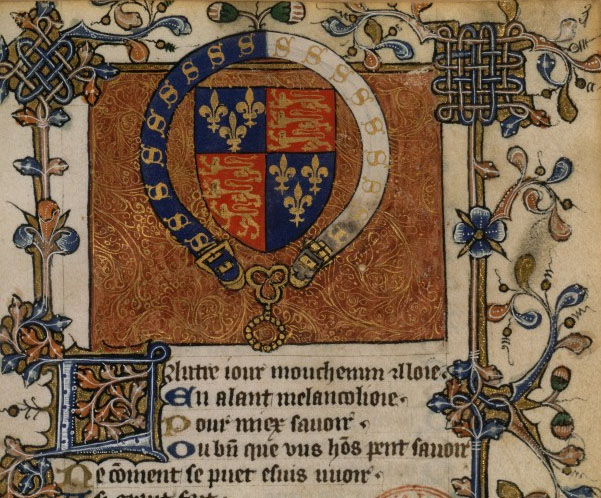
Marque de propriété aux armes du duc de Bedford dans un manuscrit du Livre Charny (BNF, Manuscrit français 25447, fol. 3 (détail)

Les manuscrits conservés et les inventaires de livres témoignent de la diffusion de l’œuvre littéraire de Charny du XIVe au XVIe siècle. Ses ouvrages se retrouvent notamment dans les bibliothèques de princes comme le roi de France Charles VI, le duc de Bourgogne Jean sans Peur et le duc de Bedford; de grands seigneurs et hommes de guerre comme le connétable de France Louis de Sancerre
,, le grand maître de France Guichard Dauphin II (†1415), seigneur de Jaligny, et le Castillan Pedro Fernández de Velasco (es) (†1470) , premier comte de Haro, ou encore des professionnels comme le héraut anglais Thomas Benolt (en) (†1534), roi d'armes Clarencieux (en).

### Manuscrits
Les écrits de Geoffroi de Charny sont conservés dans neuf manuscrits :
- Berne, Burgerbibliothek, Cod. 420, début du XVe siècle : contient le Livre Charny (fol. 57r - 71v)[32]

- Bruxelles, Bibliothèque royale de Belgique, ms 10549, vers 1420, manuscrit en mauvais état, incomplet : contient le Livre Charny[33];

- Bruxelles, Bibliothèque royale de Belgique, ms 11124-11126, fin XIVe siècle[34] ou début XVe siècle, manuscrit aux armes de Jean sans Peur, ayant servi de base à toutes les éditions modernes : contient l'ensemble des œuvres de Charny;

- La Haye, Koninklijke Bibliotheek, 71 G 74, XVIIIe siècle, copie moderne d'un manuscrit du XVe siècle : contient le Livre Charny[35];

- Madrid, Biblioteca Nacional de España, ms 9270[36], XIVe siècle, manuscrit de luxe doté de nombreuses enluminures qui ont été découpées et enlevées, ayant appartenu en 1455 au comte de Haro : contient le Livre Charny (fol. 1-48) et les Demandes pour la joute et la guerre (fol. 48-141)[30], celles concernant les tournois semblent manquer[37]; ce manuscrit pourrait avoir été réalisé pour Geoffroi de Charny, puisque son blason figure dans les miniatures des derniers folios[38];

- Oxford, Bodleian Library, MS. Holkham misc. 43, XIVe siècle, manuscrit aux armes de Charny : contient le Livre Charny et les Demandes pour la joute, le tournoi et la guerre[39] ;

- Paris, Bibliothèque nationale de France, français 25447, après 1406, manuscrit aux armes du duc de Bedford, régent de France : contient le Livre Charny[40];

- Paris, Bibliothèque nationale de France, nouvelles acquisitions françaises 4736, XVe siècle : contient les Demandes pour la joute (fol. 1r-8v) et pour la guerre (fol. 8v - 35) (celles pour le tournoi semblent manquer) ainsi que le Livre de chevalerie (fol. 35 - 87v)[41];

- Tours, Bibliothèque municipale, 904, XVe siècle : contient le Livre Charny[42];

## Charny et le suaire de Lirey ou suaire de Turin

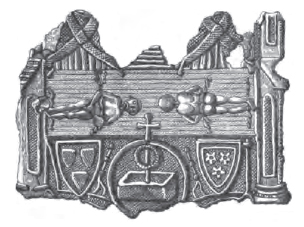
Enseigne du pèlerinage de Lirey représentant le suaire de Turin (Croquis d'Arthur Forgeais, 1865)

Geoffroi de Charny et sa seconde épouse, Jeanne de Vergy, sont les premiers propriétaires historiquement attestés du Suaire de Lirey appelé depuis son transfert à Turin, le suaire de Turin.
La tradition orale en vigueur dans la famille de Charny attribuait à Geoffroi l'acquisition du suaire. Une lettre de 1389 de l'anti-pape Clément VII, adressée à son fils Geoffroi II et très certainement rédigée en fonction d'informations fournies par le destinataire, affirme que le père de celui-ci avait reçu la relique « qui lui avait été libéralement offerte » (en latin, « liberaliter sibi oblatam ») et qu'il l'avait fait déposer dans l'église de Lirey qu'il avait fondée. Un demi-siècle plus tard, Marguerite de Charny, fille de Geoffroi II, soutenait de son côté en 1443 devant le parlement de Dole que le suaire « fut conquis par feu messire Geoffroy de Charny, mon grant pere ».
C'est dans la collégiale de Lirey en Champagne, fondée par Charny, que cette relique fait pour la première fois l'objet d'ostensions (expositions en public). Témoin du pèlerinage dont ce suaire a été l'objet à Lirey, le musée de Cluny conserve une enseigne de pèlerinage de la seconde moitié du XIVe siècle ou de la première moitié du siècle suivant, présentant, outre la plus ancienne représentation connue du suaire de Turin, les blasons des familles de Charny et de Vergy.

## Éditions et traductions des œuvres de Charny
Éditions
- (fr) Geoffroy de Charny, Livre de chevalerie, dans Kervyn de Lettenhove, éditeur, Œuvres de Froissart - Chroniques, Tome premier : Introduction : IIe et IIIe parties, Devaux, Bruxelles, 1873, p. 463-533

- (en) Elspeth Kennedy, « The Book of Chivalry », dans Richard W. Kaeuper et Elspeth Kennedy, The Book of Chivalry of Geoffroi de Charny : Text, Context, and Translation, Philadelphie, University of Pennsylvania Press, 1996 (ISBN 978-0-8122-1579-3), p. 65-225. — [présentation en ligne] — [lire en ligne (extraits, Google Livres)] — [lire en ligne (extraits, Questia)] Présentation de Geoffroi de Charny et de son œuvre, par Richard W. Kaeuper, suivie d'une edition critique du Livre de chevalerie, accompagnée d'une traduction anglaise, par Elspeth Kennedy

- (en) Michael Anthony Taylor, A Critical Edition of Geoffroy de Charny's « Livre Charny » and the « Demandes pour la Joute, les Tournois et la Guerre », Chapel Hill, Ph.D., University of North Carolina, 1977, lvii + 166

- Jean Rossbach, Les demandes pour la jouste, le tournoi et la guerre de Geoffroi de Charny (XIVe siècle), mémoire de licence, Université libre de Bruxelles, 1962.

Traduction
- (en) Richard W. Kaeuper (prés.) et Elspeth Kennedy (trad.). A Knight's Own Book of Chivalry - Geoffroi de Charny. University of Pennsylvania Press, Philadelphie, 2005, 128 p. —  (ISBN 978-0-8122-1909-8) — [présentation en ligne] Traduction en anglais du Livre de chevalerie